# Lucy Laridon
Pour les articles homonymes, voir Laridon.
Lucy ou Lucie Laridon, née à Liège le 3 mai 1872 et morte à Wilrijk le 22 janvier 1950, est une artiste peintre, aquarelliste et pastelliste belge.
Son champ pictural de facture réaliste couvre les paysages, les représentations animalières, les vues de villes et les natures mortes à caractère floral. 
Ses œuvres sont notamment conservées au Musée royal des Beaux-Arts d'Anvers.

## Biographie

### Famille
Lucy (Lucie Reine Antoinette) Laridon, née rue de la Cathédrale no 65 à Liège le 3 mai 1872, est la fille de Joseph Louis Laridon (1829-1883), négociant et ingénieur, et de Marie Catherine Vanzeveren (1833), négociante. Sa sœur est l'artiste peintre Louise Laridon (1868-1943). Elle demeure célibataire.

### Formation
Lucy Laridon effectue sa scolarité à l'école moyenne pour demoiselles, à Anvers, où elle obtient un premier prix général et le premier prix en langue anglaise en 6e classe de section moyenne en 1886. Elle étudie ensuite à l'Académie royale des beaux-arts d'Anvers.

### Carrière
Lucy Laridon expose aux éditions du Salon d'Anvers de 1901, au Salon de Liège de 1902, à l'exposition de l'inauguration de la salle des fêtes d'Anvers en 1908 (Mariakerke) et à l'Exposition universelle de 1913 à Gand. Au Salon de Bruxelles de 1914, elle envoie une nature morte,. 
Lucy et Louise Laridon rencontrent le peintre et sculpteur Émile Vloors à l'Académie d'Anvers, peu avant 1900. Elles deviennent ses muses et ses modèles. Inséparables, les trois artistes vivent ensemble, même après le mariage de Louise avec Émile Vloors en 1914.
Lucy Laridon meurt, sept ans après sa sœur, à Wilrijk le 22 janvier 1950, à l'âge de 77 ans. Elle est inhumée au Schoonselhof.

## Œuvre

### Caractéristiques

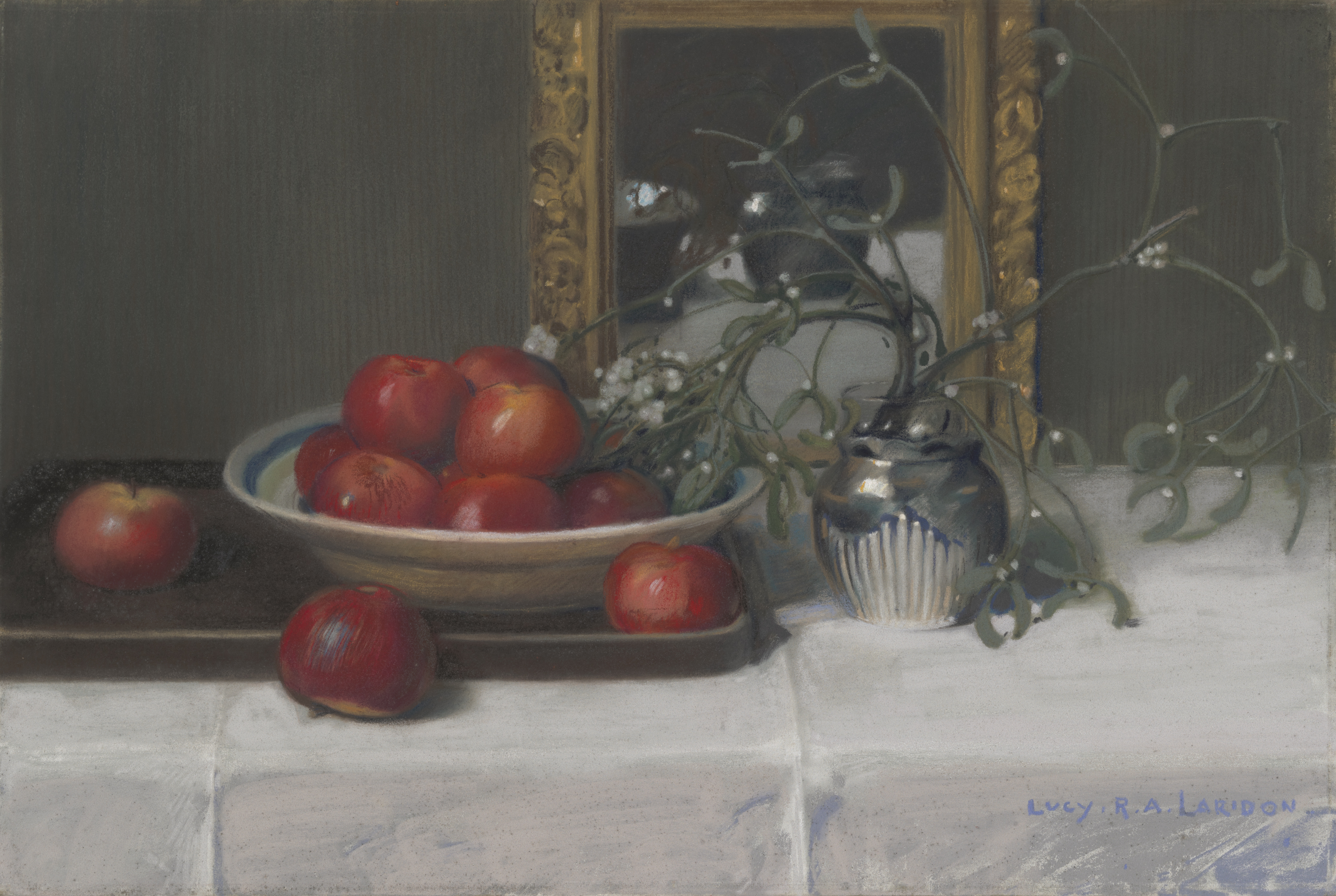
Nature morte aux pommes et au gui, pastel conservé au Musée royal des Beaux-Arts d'Anvers.

Son champ pictural de facture réaliste couvre les paysages, les représentations animalières (souvent les chats), les vues de villes et les natures mortes à caractère floral ou étoffées de fruits.

### Collection muséale
- Musée royal des Beaux-Arts d'Anvers : Nature morte aux pommes et au gui (s.d.), craie pastel sur carton, format 49 × 74 cm, inventaire no 2874[6].